# Francis Johnson Pyle
Francis Johnson Pyle (South Bend (Indiana), 13 september 1901 – ?, 1983) was een Amerikaans componist, musicoloog en muziekpedagoog.

## Levensloop
Pyle studeerde aan het Oberlin College in Oberlin (Ohio) en behaalde zijn Bachelor of Music. Vervolgens studeerde hij aan de Universiteit van Washington in Seattle en behaalde aldaar zijn Master of Music. In 1934 en 1935 voltooide hij zijn muziekstudies aan de befaamde Eastman School of Music in Rochester (New York) en promoveerde tot Ph.D. (Philosophiæ Doctor). 
Hij werd in 1937 docent, later professor voor musicologie en muziektheorie alsook hoofd van het College of Fine Arts van de Drake universiteit in Des Moines (Iowa). In 1972 ging hij met pensioen. Tot zijn leerlingen behoren componisten zoals Richard Hermann, Jack Oatts, John Sanders, Loren Olson, Allen Clingman, Robert Howe en Braxton Blake.
Als componist schreef hij werken voor piano, accordeon, kamermuziek, orkest en harmonieorkest, instrumentaal solo's, liederen en koormuziek. In het "Henry G. Harmon Fine Arts Center" aan de Drake universiteit in Des Moines (Iowa) is een archief met zijn composities, plaatopnames, manuscripten, professionele correspondentie en cd's ingericht. 

## Composities

### Werken voor orkest
- Concert, voor harp en orkest

### Werken voor harmonieorkest
- 1968 Far Dominion
- American Gothic
- Concert, voor hoorn en harmonieorkest
- Concert, voor trompet en harmonieorkest
- Concerto Giubilante, voor orgel en harmonieorkest
- Edged Night, voor dwarsfluit en harmonieorkest
- Greetings suite
- Pasadena '71, ouverture voor harmonieorkest
- Symfonie nr. 1, voor harmonieorkest
- Theme and Dialogues

### Werken voor koor
- 1956 The Fall, voor vrouwenkoor (SSA) en piano - tekst: Harold Enrico
- 1956 O Love that Sings, voor vrouwenkoor (SSA) en piano - tekst: Harold Enrico
- Children of the Heavenly Father
- From an Indian Story, voor vrouwenkoor
- Now is The Hour of Darkness Past
- Three Amusements

### Kamermuziek
- 1959 Blaaskwintet
- 1964 Sonata for Three, voor klarinet, piano en slagwerk
- Currier and Ives Suite, voor dwarsfluit, klarinet en fagot
- Sonata "From the Middle Border", voor twee klarinetten en piano

### Werken voor piano
- Eight Etudes